# Doré-mi
Le Doré-mi est un fromage québécois. Il ressemble au Halloumi  un fromage traditionnel chipriote, ainsi qu'au  halloum Libanais. Il est fabriqué par la fromagerie  Saint-Alexis de Portneuf au Québec, Canada.

## Présentation
C'est un fromage à pâte demi-ferme non affinée, fabriqué à base de lait de chèvre ou de brebis et de vache mélangé auquel a été rajouté des épices orientales et des aromates exotiques.
C'est un fromage qui a une particularité intéressante en cuisine car il ne fond pas.

## Fabrication
Calories
Valeurs nutritionnelles moyennes par cube de 3 cm (30 g) de fromage doré-mi :
- Calories : 90 Cal
- Protides : 7 g
- Lipides : 7 g soit 11 %
- Glucides : 0.6 g
- Calcium : 20 %
- Cholestérol :  25 mg
- Sodium : 530 mg 22 %
- Glucides : 1 g 0 %
- Fibres : 0 g
- Sucres : 0 g
- Vitamine A : 4 %
- Vitamine C : 0 %
- Fer : 0 %
- Sel : 2,5 à 3,5 %

La masse du doré-mi contient 26 %  de matière grasse et 48% d'humidité.

## Dégustation
- On peut le conserver 90 jours.
- Il doit être conservé dans le bac à légumes du réfrigérateur à une température allant de 2 à 8 °C.